# Isometrus dnyandeoi
Espèce
Isometrus dnyandeoi est une espèce de scorpions de la famille des Buthidae.

## Distribution
Cette espèce est endémique du Maharashtra en Inde. Elle se rencontre vers Kolhapur.

## Systématique et taxinomie
Cette espèce a été décrite par Bandgar, Kininge, Bhosale, Bandgar, Bhosale, Suryavanshi et Yadav en 2024.

## Publication originale
- Bandgar, Kininge, Bhosale, Bandgar, Bhosale, Suryavanshi & Yadav, 2024 : « A new species of Isometrus Ehrenberg, 1828 (Scorpiones: Buthidae) from the Maharashtra, India. » Journal of the Bombay Natural History Society, vol. 121, no 3.